# Raptor (motor cohete)

Raptor es una familia de motores de cohete desarrollados por SpaceX. Los motores Raptor usan como propelentes metano líquido densificado y oxígeno líquido (LOX), en lugar de queroseno RP-1 y LOX, utilizados en los motores Merlin 1C y D, antecesores del Raptor. El motor Raptor tiene entre dos y tres veces el empuje del motor Merlin 1D que impulsa el lanzador Falcon 9 actual.
Los primeros diseños consideraban hidrógeno líquido (LH2) como combustible en lugar de metano, a fin de obtener un impulso específico lo más alto posible, aunque luego se descartó en favor del metano.
El motor Raptor está pensado para "la próxima generación de lanzadores de SpaceX, diseñados para la exploración y colonización de Marte". Según el director general y fundador de SpaceX, Elon Musk, este diseño será capaz de lograr la reutilización completa de todas las etapas del lanzador, resultando en "una reducción de dos órdenes de magnitud en el coste de cada misión".
En un principio, se plantearon diversos modelos de motores Raptor para ser utilizados en ambas etapas del lanzador ITS (Sistema de Transporte Interplanetario), tal y como se mostró en septiembre del 2016. Los diseños del vehículo ITS presentados entonces fueron el buque cisterna, para llevar los propulsantes a LEO, y la nave espacial interplanetaria, para pasaje y carga, utilizada también para el descenso y ascenso en Marte. Esta nave sería propulsada por seis motores cohete Raptor optimizados al vacío más tres Raptor para vuelo atmosférico que se usarían para maniobrar. La primera etapa o booster del ITS sería propulsada por 28 Raptors. A diferencia de casi todos los demás lanzadores o naves, en todos los lanzamientos terrestres, los diseños de la nave espacial de larga duración (cisterna o nave espacial) también proporcionarían aceleración en la segunda etapa hasta la velocidad orbital deseada; todo ello provisto por motores Raptor. En 2017, Musk presentó un vehículo de menor tamaño (aunque muy pesado) similar a ITS con el nombre de BFR.
El desarrollo del motor de 2009 a 2015 fue financiado exclusivamente por inversión privada de SpaceX, y no como resultado de financiación pública del gobierno estadounidense. En enero de 2016, SpaceX acordó con la Fuerza Aérea de los EE. UU. obtener 33,6 millones de dólares del Departamento de Defensa para desarrollar un prototipo de una nueva variante de etapa superior del motor Raptor diseñada para su posible uso como etapa superior en Falcon 9 y Falcon Heavy, con SpaceX financiando 67,3 millones de dólares en este mismo proyecto. En agosto de 2016, se envió un motor Raptor de desarrollo a su instalación de pruebas en McGregor, Texas, donde se está sometiendo a ensayos de desarrollo. La primera prueba de encendido en un banco de pruebas en tierra fue en septiembre de 2016.

## Aplicaciones
A partir de septiembre de 2016, el motor Raptor estaba programado para ser utilizado en tres vehículos de vuelos espaciales que componen las dos etapas de lanzamiento de una pila ITS. La primera etapa siempre sería un refuerzo ITS, mientras que la segunda puede ser una Nave espacial interplanetaria (para misiones fuera de la órbita terrestre) o un tanquero ITS (para operaciones de transferencia de propulsores en órbita más cercanas a la Tierra).
El diseño SpaceX 2016 del refuerzo interplanetario se anunció con 42 Raptors optimizados a nivel del mar en la primera etapa del ITS con un total de 128 MN (29,000,000 lbf) de empuje. La nave espacial interplanetaria SpaceX, que constituyó la segunda etapa de los lanzamientos de ITS en la Tierra, también era una nave espacial interplanetaria que transportaba carga y pasajeros a destinos más allá de la órbita terrestre después del reabastecimiento en órbita, se programó en el diseño de 2016 para usar seis unidades de vacío. Raptors optimizados para propulsión primaria más tres Raptors con toberas a nivel del mar para maniobrar.
El diseño de SpaceX después de finales de 2017 es para un vehículo de lanzamiento mucho más pequeño, de 9 metros de diámetro en lugar de 12 metros para el ITS, y ahora se conoce como Starship. La primera etapa de Starship (ahora conocida como Super Heavy) estaba programada para tener 31 Raptors optimizados a nivel del mar en el concepto de diseño inicial, con un total de 48 MN (11,000,000 lbf) de empuje. La nave espacial utilizará tres Raptors optimizados al vacío para propulsión primaria más tres Raptors a nivel del mar para maniobrar. SpaceX está construyendo los vehículos de la nave espacial en el sitio de lanzamiento de SpaceX South Texas.

## Comparación con otros motores
| Motor                                                 | Cohetes                 | Empuje kN (lbf)                                     | Impulso específico segundos | Relación peso/empuje | Propulsor                    | Ciclo                                    |
| ----------------------------------------------------- | ----------------------- | --------------------------------------------------- | --------------------------- | -------------------- | ---------------------------- | ---------------------------------------- |
| Blue Origin BE-4 (en desarrollo)                      | New Glenn, Vulcan       | 2400 kN (539 542 libras)                            |                             |                      | CH4 / LOX                    | Combustión escalonada, rica en oxidantes |
| Energomash RD-170/171M                                | Energia, Zenit, Soyuz 5 | 7904 kN (1 776 891 libras)                          | 337,2                       | 79,57                | RP-1 / LOX                   | Combustión escalonada, rica en oxidantes |
| Energomash RD-180                                     | Atlas III, Atlas V      | 4152 kN (933 407 libras)                            | 338                         | 78,44                | RP-1 / LOX                   | Combustión escalonada, rica en oxidantes |
| Energomash RD-191/181                                 | Angara, Antares         | 2090 kN (469 851 libras)                            | 337,5                       | 89                   | RP-1 / LOX                   | Combustión escalonada, rica en oxidantes |
| Energomash RD-275M                                    | Proton-M                | 1832 kN (411 850 libras)                            | 315,8                       | 174,5                | N2O4 / UDMH                  | Combustión escalonada, rica en oxidantes |
| Kuznetsov NK-33                                       | N-1, Soyuz-2-1v         | 1638 kN (368 237 libras)                            | 331                         | 136,66               | RP-1 / LOX                   | Combustión escalonada, rica en oxidantes |
| Rocketdyne F-1                                        | Saturn V                | 7740 kN (1 740 022 libras)                          | 304                         | 83                   | RP-1 / LOX                   | Generador de gas                         |
| Rocketdyne RS-25                                      | Space Shuttle, SLS      | 2280 kN (512 565 libras)                            | 453                         | 73                   | LH2 / LOX                    | Combustión escalonada, rica en fuel      |
| SpaceX Merlin 1D sea-level                            | Falcon booster stage    | 914 kN (205 475 libras)                             | 311                         | 176                  | RP-1 / LOX (subenfriamiento) | Generador de gas                         |
| SpaceX Merlin 1D vacuum                               | Falcon upper stage      | 934 kN (209 972 libras)                             | 348                         | 180                  | RP-1 / LOX (subenfriamiento) | Generador de gas                         |
| SpaceX Raptor (2019 versión de prueba; en desarrollo) | BFR (ambas etapas)      | 1687 kN (379 253 libras) - 2025 kN (455 238 libras) |                             |                      | CH4 / LOX (subenfriamiento)  | Combustión por etapas de flujo completo  |
| SpaceX Raptor sea-level (en desarrollo)               | SpaceX Starship         | 2452 kN (551 232 libras)                            |                             |                      | CH4 / LOX (subenfriamiento)  | Combustión por etapas de flujo completo  |
| SpaceX Raptor vacío (en desarrollo)                   | SpaceX Starship         |                                                     | >380                        |                      | CH4 / LOX (subenfriamiento)  | Combustión por etapas de flujo completo  |